# Maryna Kylypko
Maryna Vyacheslavivna Kylypko (transliteração em ucraniano: Марина В'ячеславівна Килипко, Carcóvia, 10 de novembro de 1995) é uma atleta ucraniana especializada no salto com vara. Já representou a Ucrânia em duas edições dos Jogos Olímpicos: 2016 e 2020.

## Biografia
Maryna nasceu em Carcóvia, cidade localizada no Oblast de Carcóvia, no ano de 1995. Representou a Ucrânia, no Campeonato Europeu Júnior de Atletismo de 2013, realizado em Rieti na Itália. Em sua primeira competição conseguiu o vigésimo terceiro lugar após alcançar a marca de 3.65 metros.

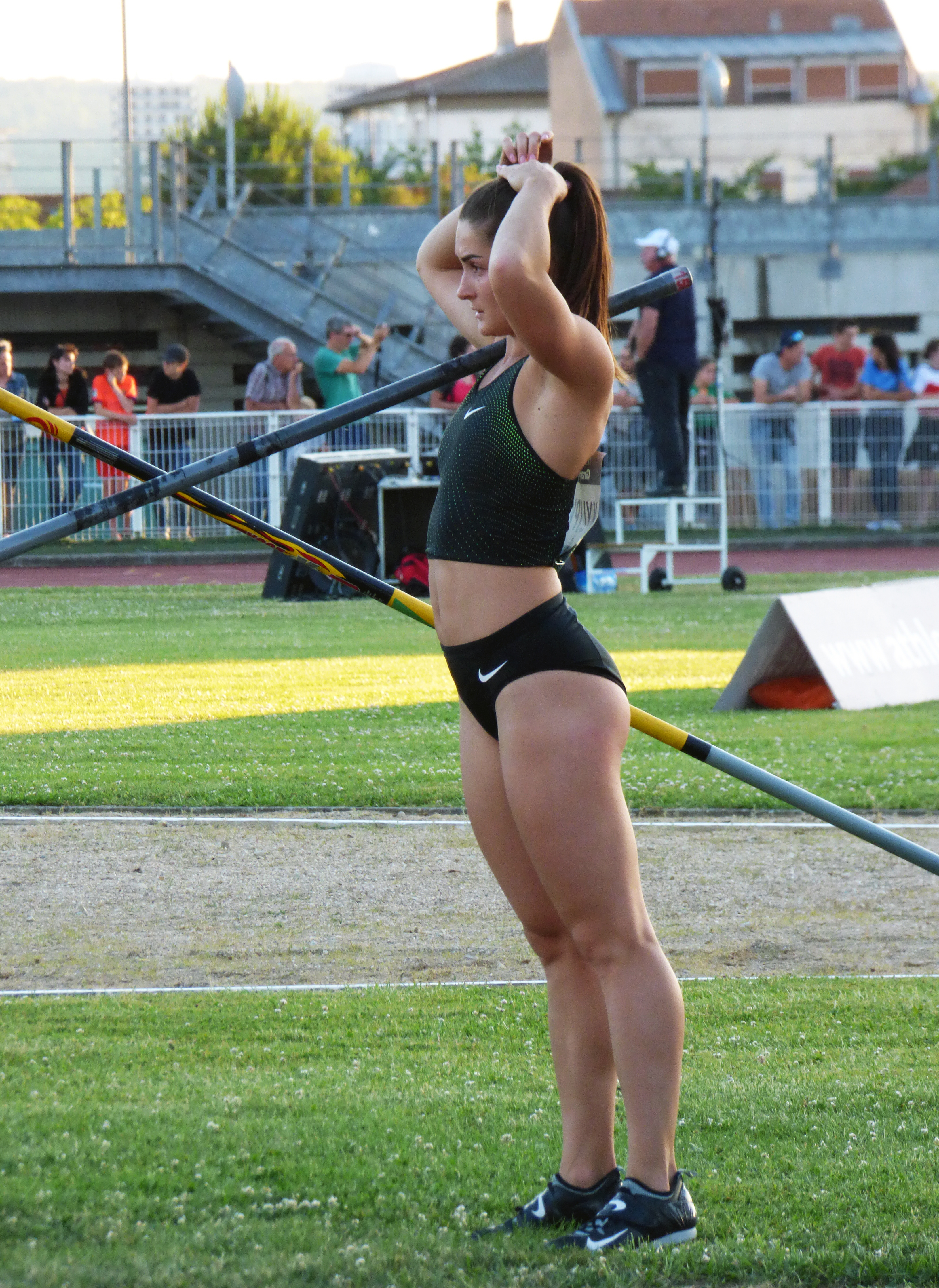
Maryna Kylypko em 2018.

Um ano depois, participou do Campeonato Mundial Júnior de Atletismo de 2014, realizado em Eugene, nos Estados Unidos. Ao superar os 4.00 metros, Maryna foi agraciada com o décimo oitavo lugar da competição. No ano seguinte representou novamente a Ucrânia, dessa vez no Campeonato Europeu Sub‑23 de Atletismo de 2015 realizado em Tallinn, na Letônia.  Após saltar 4.10 metros, Maryna, atingiu o décimo sexto lugar na competição. No circuito pré-olímpiadas, participou do Campeonato da Europa de Atletismo de 2016, realizado em Amsterdão. Ultrapassou o 4.35 metros, ficando com a décima sétima colocação.
Com os resultados nos campeonatos, foi selecionada para integrar a delegação ucraniana para os Jogos Olímpicos de Verão de 2016, realizados no Rio de Janeiro, no Brasil. Na competição do salto com vara, participou da fase classificatória. Alcançou o décimo quarto lugar, empatando com a sueca Angelica Bengtsson, em que ambas alcançaram 4.55 metros.
No ano seguinte aos jogos do Rio de Janeiro, Maryna disputou quatro importantes competições: Campeonato Europeu de Atletismo em Pista Coberta de 2017, Campeonato Europeu Sub-23 de Atletismo de 2017, Campeonato Mundial de Atletismo de 2017 e Universíada de Verão de 2017. No campeonato sub-23 alcançou a altura de 4.45 metros e com isso conquistou a medalha de prata, sendo superada apenas pela suíça Angelica Moser. A segunda medalha conquistada por Maryna no ano foi no Campeonato Europeu de Atletismo em Pista Coberta, onde dividiu a medalha de bronze com a sueca Angelica Bengtsson - ambas saltaram 4.55 metros. Nas Universíadas realizadas na China, saltou 4.40 metros - mesma altura feita pelo portuguesa Marta Onofre - porém, pelos critérios de desempate ficou com o quarto lugar. No mundial de atletismo, ficou apenas com o longínquo vigésimo quarto lugar.
Em 2018, no Campeonato da Europa de Atletismo, realizado em Berlim, ficou em oitavo lugar ao atingir a marca de 4.45 metros. No ano seguinte, participou do Campeonato Mundial de Atletismo de 2019, realizado no Catar, onde alcançou a marca de 4.50 metros o que credenciou-a com o vigésimo primeiro lugar da competição.
Em 2021, participou do Campeonato Europeu de Atletismo em Pista Coberta de 2021, na Polónia. Na competição ficou em nono lugar dividindo a colocação com a atleta sueca Michaela Meijer, pois ambas atingiram a marca de 4.m5 metros. No mesmo ano, participou dos Jogos Olímpicos de Verão de 2020 representando a ucrânia, realizados em Tóquio no Japão, com um ano de atraso devido à Pandemia de COVID-19. Na competição do salto com vara terminou em quinto lugar após pular 4.50 metros e dividir a colocação com a eslovena Tina Šutej e a finlandesa Wilma Murto.

### Quadro de medalhas
| Ano  | Campeonato                                       | Local                    | Classificação | Marca | Ref.   |
| ---- | ------------------------------------------------ | ------------------------ | ------------- | ----- | ------ |
| 2013 | Campeonato Europeu Júnior de Atletismo           | Rieti, Itália            | 23º lugar     | 3.65m | [ 6 ]  |
| 2014 | Campeonato Mundial Júnior de Atletismo           | Eugene, Estados Unidos   | 18º lugar     | 4.00m | [ 8 ]  |
| 2015 | Campeonato Europeu Sub‑23 de Atletismo           | Tallinn, Letônia         | 16º lugar     | 4.10m | [ 10 ] |
| 2016 | Campeonato da Europa de Atletismo                | Amsterdão, Países Baixos | 17º lugar     | 4.35m | [ 12 ] |
| 2016 | Jogos Olímpicos de Verão                         | Rio de Janeiro, Brasil   | 14º lugar     | 4.55m | [ 14 ] |
| 2017 | Campeonato Europeu de Atletismo em Pista Coberta | Belgrado, Sérvia         | 3             | 4.55m | [ 16 ] |
| 2017 | Campeonato Europeu Sub-23 de Atletismo           | Bydgoszcz, Polónia       | 2             | 4.45m | [ 15 ] |
| 2017 | Campeonato Mundial de Atletismo                  | Londres, Inglaterra      | 24º lugar     | 4.20m | [ 18 ] |
| 2017 | Universíada de Verão                             | Taipé, China             | 4º lugar      | 4.40m | [ 17 ] |
| 2018 | Campeonato da Europa de Atletismo                | Berlim, Alemanha         | 8º lugar      | 4.45m | [ 19 ] |
| 2019 | Campeonato Mundial de Atletismo                  | Doha, Catar              | 21º lugar     | 4.50m | [ 20 ] |
| 2021 | Campeonato Europeu de Atletismo em Pista Coberta | Toruń, Polónia           | 9º lugar      | 4.35m | [ 21 ] |
| 2021 | Jogos Olímpicos de Verão                         | Tóquio, Japão            | 5º lugar      | 4.50m | [ 24 ] |